# Elfen Lied
Elfen Lied (jap. エルフェンリート Erufen rīto) – manga autorstwa Lynn Okamoto, publikowana na łamach magazynu „Shūkan Young Jump” wydawnictwa Shūeisha od czerwca 2002 do sierpnia 2005. Fabuła serii skupia się na historii tajemniczych istot zwanych Dicloniusami, które zagrażają ludzkości.
Na podstawie mangi powstał serial anime stworzony przez studio Arms, który emitowano od lipca do października 2004 na antenie AT-X. W kwietniu 2005 został również wydany odcinek OVA.

## Fabuła

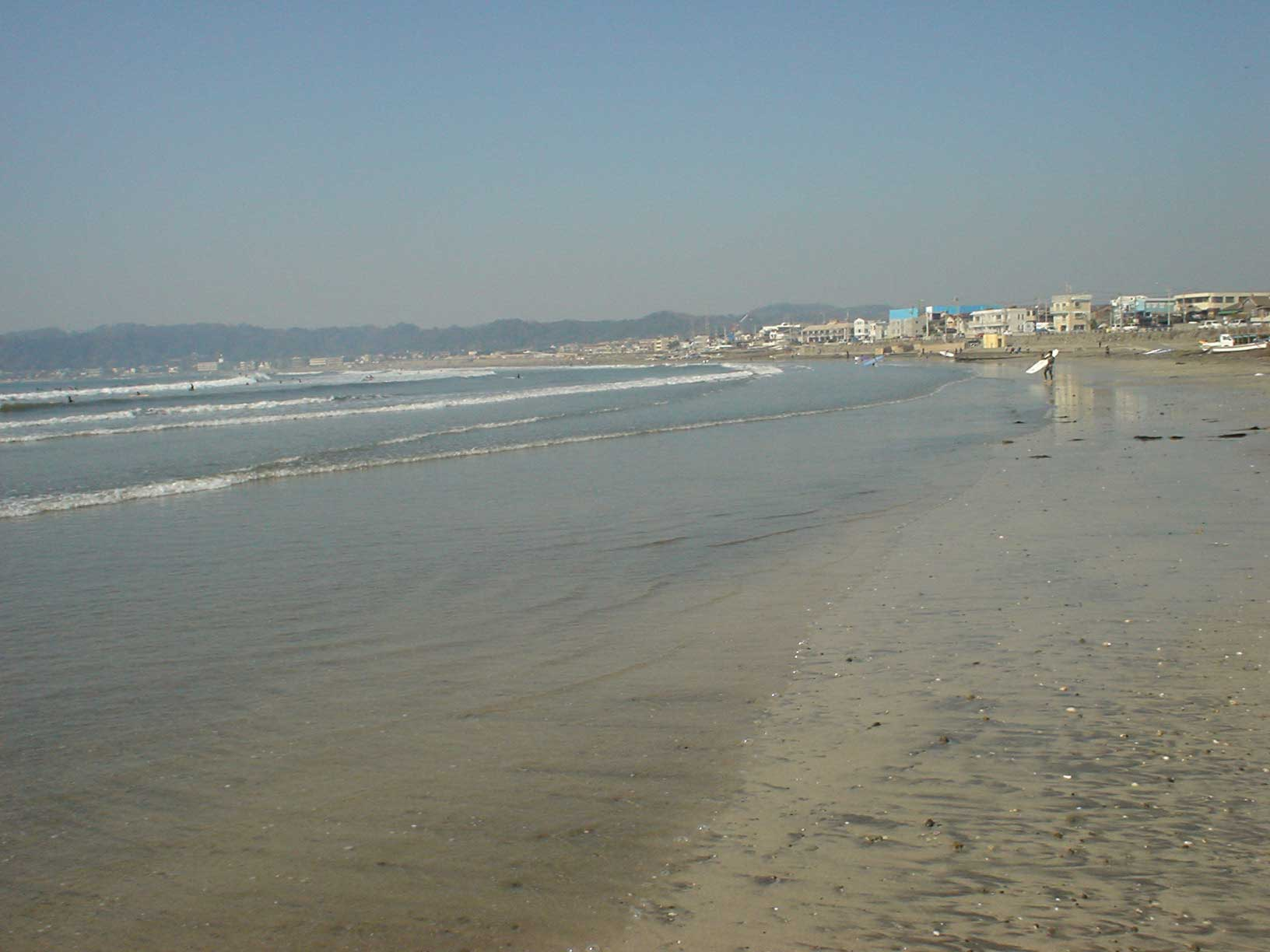
Plaża Yuigahama w Kamakurze.

Historia rozpoczyna się od pokazania młodej dziewczyny o imieniu Lucy, uciekającej w dziwnych okolicznościach z umieszczonego na wyspie u wybrzeży Kamakury laboratorium naukowego. Dziewczyna wydostaje się stamtąd, zabijając przy tym dużą liczbę strażników przy użyciu swych nadprzyrodzonych mocy. Trafiona kulą z karabinu przeciwpancernego w dziwny hełm, który ma na głowie, wpada z klifu do wody, dzięki czemu wydostaje się z wyspy. Lucy jest Dicloniusem – istotą podobną do człowieka, mającą jednak na głowie dwa małe rogi, przypominające nieco kocie uszy. Dicloniusy zawdzięczają telekinetyczne moce „wektorom” – wyrastającym im z pleców niewidzialnym ramionom, stanowiącym potężną broń.
Dzień po ucieczce Lucy, chłopak imieniem Kouta przybywa do Kamakury, by spotkać się ze swoją kuzynką Yuką. Chce on studiować w lokalnym uniwersytecie, dostaje więc zakwaterowanie w postaci starego zajazdu należącej do rodziny Yuki pod warunkiem pełnienia w nim obowiązków dozorcy. Gdy chłopak w końcu spotyka kuzynkę, udaje się wraz z nią na plażę, którą ostatnio odwiedzał, gdy był jeszcze dzieckiem. Dwójka bohaterów nieoczekiwanie znajduje nad brzegiem morza nagą, krwawiącą dziewczynę. Jest nią Lucy, która w wyniku urazu głowy spowodowanego postrzeleniem wykształciła w sobie podwójną osobowość. W przeciwieństwie do okrutnej i wręcz sadystycznej Lucy jej druga osobowość jest niezwykle łagodna, nieszkodliwa i na początku niebędąca w stanie wymówić niczego poza „Nyū”. Nie wiedząc co z nią zrobić, Kouta i Yuka zabierają dziewczynę do opustoszałego hotelu, w którym odtąd ma mieszkać chłopak, i opiekują się nią, nadając jej imię Nyū. Yuka szybko decyduje, iż najlepiej będzie, jeśli zamieszka w zajeździe razem z kuzynem i Nyū.
Kouta, Nyū i Yuka zaczynają przyzwyczajać się do mieszkania w zajeździe, a główna bohaterka zaczyna pogłębiać stłumione w Koucie bolesne wspomnienia z jego przeszłości. Tymczasem laboratorium, gdzie Lucy była przetrzymywana, zaczyna wysyłać zarówno ludzi, jak i Dicloniusy, których celem jest schwytanie dziewczyny.

## Bohaterowie
- Kouta (jap. コウタ Kōta)

Seiyū: Chihiro Suzuki 
Dziewiętnastoletni chłopak, który mieszka w zamkniętym, rodzinnym hotelu i studiuje na lokalnym uniwersytecie. Jest niezwykle miły i opiekuńczy wobec otaczających go dziewcząt. Ma poczucie obowiązku pomagania im w kłopotach. Będąc dzieckiem był świadkiem traumatycznych wydarzeń, które jednak zatarł w swej pamięci pod wpływem szoku. Jest zakochany w Lucy.
- Lucy (jap. ルーシー Rūshī)

Seiyū: Sanae Kobayashi 
Ma około 18 lat. Posiada cztery wektory, których długość jest ograniczona do dwóch metrów. W zasięgu tej odległości jest więc zwrotna i zabójcza, jest też w stanie użyć jakiegokolwiek obiektu jako pocisku by zabić wroga oddalonego od niej. Potrafi też uniknąć strzałów z większości standardowych broni. Dziewczyna z powodu traumatycznych wydarzeń z dzieciństwa nienawidzi ludzi i zabija ich niejednokrotnie z zimną krwią.
- Nyu (jap. にゅう Nyū)

Seiyū: Sanae Kobayashi 
Druga osobowość Lucy, powstała w wyniku zranienia jej głowy przez postrzelenie z wielkokalibrowego karabinu wyborowego. Zachowuje się niczym kilkuletnie dziecko i wykazuje niezmierną ciekawość świata. Jest ona zupełnym przeciwieństwem Lucy, będąc osobą łagodną i niezdolną do sadystycznych czynów. Nyū powraca do pierwotnej postaci Dicloniusa, gdy zostaje gwałtownie zaatakowana, uderzona w głowę, bądź, gdy znajdzie się w niebezpiecznej sytuacji.
- Yuka (jap. ユカ)

Seiyū: Mamiko Noto 
Dziewiętnastoletnia kuzynka Kouty, która jest w nim zakochana odkąd byli dziećmi. Zainteresowanie Kouty osobą Nyū wywołuje w niej mimowolną zazdrość, czasem aż do granic racjonalności. Z powodu pojawiania się coraz to nowych dziewcząt (Mayu, Nany) Yuka ma napady wściekłości kierowane wobec Kouty.
- Mayu (jap. マユ)

Seiyū: Emiko Hagiwara 
Czternastoletnia dziewczyna, która z powodu molestowania przez przybranego ojca i braku miłości ze strony matki, ucieka. W końcu trafia na plażę, gdzie znajduje małego psa, którego nazywa Wanta. Staje się on jej przyjacielem. Żyła w okolicznych dokach, dopóki nie została adoptowana przez Koutę i Yukę. Od tego czasu mieszka wraz z nimi i Nyū w Zajeździe pod Klonem.
- Nana (jap. ナナ)

Seiyū: Yuki Matsuoka 
Diclonius z numerem 7. Wcześniej była do końca posłuszna swojemu przybranemu ojcu. Chciała zaprowadzić Lucy z powrotem do laboratorium, jednak wskutek tego dziewczyna oderwała jej ręce i nogi. Z tego powodu Nana miała zostać uśpiona, ponieważ była tylko niebezpiecznym bytem. Jednak jej przybrany ojciec dał jej wcześniej protezy kończyn, których mogła używać za pomocą wektorów. Później uciekła, nie mając zielonego pojęcia o świecie (ponieważ całe życie spędziła w laboratorium) i została przygarnięta przez Koutę.
- Kurama (jap. 蔵間)

Seiyū: Osamu Hosoi 
Profesor w laboratorium, biologiczny ojciec Mariko i przybrany ojciec Nany. Po nieudanej próbie samobójczej zostaje ocalony przez Bandō, wraz z którym mieszka w szopie na plaży. Pod wpływem szoku spowodowanego śmiercią córki popada w skrajne szaleństwo, z którego wyciąga go później Nana.
- Bandō (jap. 坂東)

Seiyū: Jōji Nakata 
Człowiek wyszkolony do zabijania. Jeden z członków Specjalnej Grupy Szturmowej (ang. Special Assault Team, SAT). Po pierwszym spotkaniu z Lucy zostaje oślepiony i traci prawe ramie, które zostaje zastąpione mechaniczną protezą. Tak jak ona, jest osobą apatyczną.

## Dicloniusy
Diclonius (czyli „podwójne kiełkowanie”) to rasa nadludzi uważana za następców gatunku ludzkiego. Są to istoty z wyglądu bardzo podobne do ludzi. Zasadnicza różnica to wyrastająca na głowie każdego z nich para rogów, przypominających szerokie i krótkie, skostniałe uszy. Potrafią oddziaływać na otoczenie niewidzialnymi rękoma, zwanymi wektorami. Wektory same w sobie stanowią niebezpieczną broń, gdyż są w stanie przeciąć prawie wszystko co napotkają na swej drodze. Mimo to Dicloniusy wykorzystują je jeszcze do rzucania przedmiotami o ogromnej wadze i rozmiarach, podciągania się i odbijania w celu wykonania wyższego skoku oraz prostych rzeczy, takich jak dosięganie czegoś, co znajduje się poza zasięgiem ich widzialnych rąk. Ich długość i ilość różni się w zależności w jakim pokoleniu Diclonius przyszedł na świat i do jakiej grupy jest zaliczany. Wszystkie Dicloniusy płci żeńskiej cechuje również różowy kolor włosów. Nie jest pewne jak sprawa ma się z mężczyznami, gdyż w anime występuje tylko dwóch – obaj są łysi. Wszystkie osobniki tej rasy, choć zachowują psychikę ludzką są urodzonymi zabójcami. Mordercze predyspozycje zazwyczaj ujawniają się około trzeciego roku życia, jeśli są dobrze traktowane i szczęśliwe – nieco później, lub jak w przypadku Nany – nigdy. Istoty te można podzielić na dwie grupy:
- Królowe – Jako jedyne są płodne. Ich wektory służą nie tylko jako broń, lecz także roznoszą wirusa powodującego, że dzieci zarażonej urodzą się Silpelitami.
- Silpelity – Są bezpłodne. Wśród nich występują osobniki naprawdę potężne – Mariko posiadała 26 wektorów, liczące po 11 metrów każdy. Jedynym ich celem jest eksterminacja ludzkiej rasy i „wymiany” jej na nową, ulepszoną, czyli Diclonius.

## Manga
Manga autorstwa Lynn Okamoto ukazywała się na łamach czasopisma „Shūkan Young Jump” od 6 czerwca 2002 do 25 sierpnia 2005. Wydawnictwo Shūeisha zebrało jej rozdziały w 12 tankōbonch, opublikowanych między 18 października 2002 a 18 listopada 2005. 26 sierpnia 2013 całość została wydana także w wersji cyfrowej.
| Nr | Data wydania (język japoński) | ISBN (język japoński)  |
| -- | ----------------------------- | ---------------------- |
| 1  | 18 października 2002          | ISBN 978-4-08-876358-3 |
| 2  | 11 grudnia 2002               | ISBN 978-4-08-876379-8 |
| 3  | 19 lutego 2003                | ISBN 978-4-08-876406-1 |
| 4  | 19 maja 2003                  | ISBN 978-4-08-876446-7 |
| 5  | 19 sierpnia 2003              | ISBN 978-4-08-876477-1 |
| 6  | 19 listopada 2003             | ISBN 978-4-08-876513-6 |
| 7  | 19 marca 2004                 | ISBN 978-4-08-876579-2 |
| 8  | 16 lipca 2004                 | ISBN 978-4-08-876638-6 |
| 9  | 19 października 2004          | ISBN 978-4-08-876696-6 |
| 10 | 18 marca 2005                 | ISBN 978-4-08-876764-2 |
| 11 | 19 sierpnia 2005              | ISBN 978-408-8768-38-0 |
| 12 | 18 listopada 2005             | ISBN 978-4-08-876884-7 |

## Anime
Na podstawie mangi powstał 13-odcinkowy telewizyjny serial anime, który był emitowany od 25 lipca do 17 października 2004 w stacji AT-X. Reżyserem serii został Mamoru Kanbe, za scenariusz odpowiadał Takao Yoshioka, za projekty postaci Seiji Kishimoto, a muzykę skomponowali Kayō Konishi i Yukio Kondō. Za animację odpowiadało studio Arms, z kolei za produkcję studia Genco i VAP. Motywem otwierającym jest „Lilium” w wykonaniu Kumiko Nomy, końcowym zaś „Be Your Girl” autorstwa Chieko Kawabe.
Wyprodukowano także odcinek OVA, który został wydany 21 kwietnia 2005 na nośnikach DVD wraz z 13. odcinkiem serii.

### Lista odcinków
| №   | Tytuł | Premiera             |
| --- | --- | -------------------- |
| 1   | Kaikō (邂逅) | 25 lipca 2004        |
| 2   | Sōtō (掃討) | 1 sierpnia 2004      |
| 3   | Kyōri (胸裡) | 8 sierpnia 2004      |
| 4   | Shokugeki (触撃) | 15 sierpnia 2004     |
| 5   | Rakushō (落掌) | 22 sierpnia 2004     |
| 6   | Chūjō (衷情) | 29 sierpnia 2004     |
| 7   | Saikai (際会) | 5 września 2004      |
| 8   | Kōshi (嚆矢) | 12 września 2004     |
| 9   | Tsuioku (追憶) | 19 września 2004     |
| 10  | Eiji (嬰児) | 26 września 2004     |
| 11  | Sakusō (錯綜) | 3 października 2004  |
| 12  | Deinei (泥濘) | 10 października 2004 |
| 13  | Fugen (不還) | 17 października 2004 |
| OVA | Tōriame ni te arui wa, shōjo wa ikani shi te sono shinjō ni itatta ka? (通り雨にて 或いは、少女はいかにしてその心情に至ったか？) | 21 kwietnia 2005     |